# Setantops valdepictus
Setantops valdepictus är en stekelart som beskrevs av Heinrich 1968. Setantops valdepictus ingår i släktet Setantops och familjen brokparasitsteklar. Inga underarter finns listade i Catalogue of Life.